# Kpomassè
Kpomassè è una città situata nel dipartimento dell'Atlantico nello Stato del Benin con 70 010 abitanti (stima 2006).

## Amministrazione
Il comune è formato dai seguenti 9 arrondissement:
- Aganmalomè
- Agbanto
- Agonkanmè
- Dedomè
- Dekanmè
- Kpomassè
- Ségbeya
- Ségbohoué
- Tokpa-Domè